# Nomocharis aperta
Nomocharis aperta là một loài thực vật có hoa trong họ Liliaceae. Loài này được (Franch.) W.W.Sm. & W.E.Evans miêu tả khoa học đầu tiên năm 1924.